# Товарские
Товарские (бел. Тава́рскія) — деревня в Пуховичском районе Минской области Республики Беларусь. В составе Новопольского сельсовета.

## География

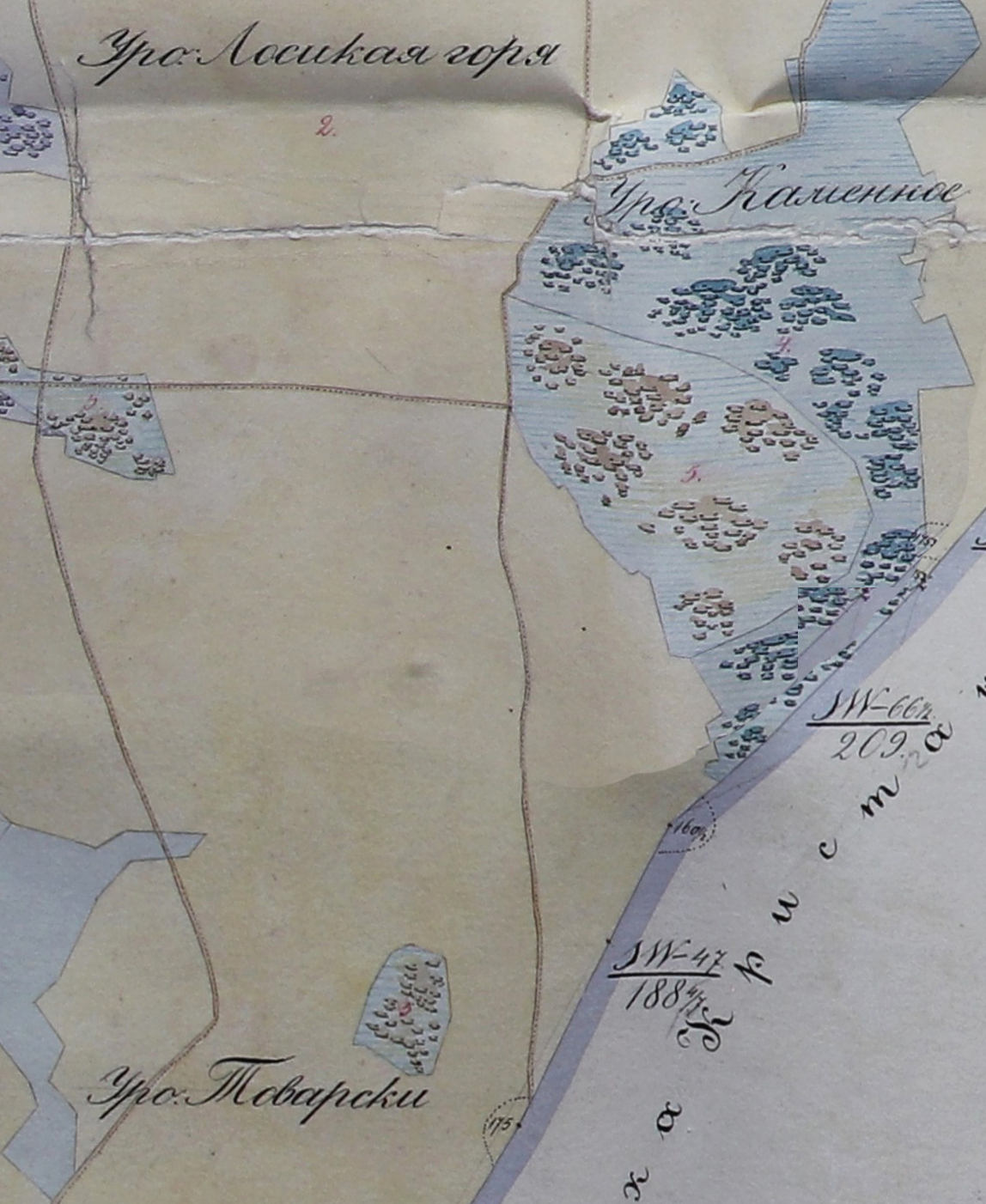
Урочища Товарские, Камяное и Лосиная Гора на плане Озеричино 1867 года. Урочище Товарские обозначено к югу от нынешней деревни.

Расположена в 41 км на северо-западе от Марьиной Горки, 43 км от Минска. В 1,9 км на юго-запад от Озеричино, 1,5 км на север от деревни Кичка (Кички, ныне улица в границах деревни Ленинский), 1,6 км на север от Кристамполье.
В начале деревни, в восточной части, расположено болото Каменное. На юге от деревни поле Калюга, на северо-западе урочище Лядцо, на западе паша У Товарских, на севере поле Пагнои, на северо-востоке паша Гать.

## История
Поле Товарские упоминается в инвентаре Озеричино 1701 года. Также урочище Товарские обозначено на плане Озеричино 1867 года.
Населённый пункт основан как посёлок в 1920-е годы в Белорусской ССР, место расселения жителей Озеричино.
До Второй мировой войны в Товарских был 41 дом, 167 жителей.
Во Вторую мировую войну с конца июня 1941 года до начала июля 1944 года под оккупацией Германии. В окрестностях деревни действовала советская партизанская бригада «Беларусь». В 1943 году во время немецкой карательной операции сожжены все дома, погублены 9 человек. После войны посёлок был восстановлен.
В 1960 году посёлок в Цитвянском сельсовете, с 31 марта 1977 года посёлок в Узлянском сельсовете, в колхозе «Победа».
После упразднения Узлянского сельсовета 28 мая 2013 года включена в Новопольский сельсовет.

## Население
- 1941 год — 41 дом, 167 жителей
- 1960 год — 172 жителей
- 1999 год — 41 жителей (перепись населения)
- 2002 год — 31 жителей, 20 хозяйств
- 2007 год — 22 жителей, 13 хозяйств
- 2009 год — 21 жителей (перепись населения)[7]
- 2012 год — 14 жителей
- 2019 год — 12 жителей (перепись населения)

## Галерея

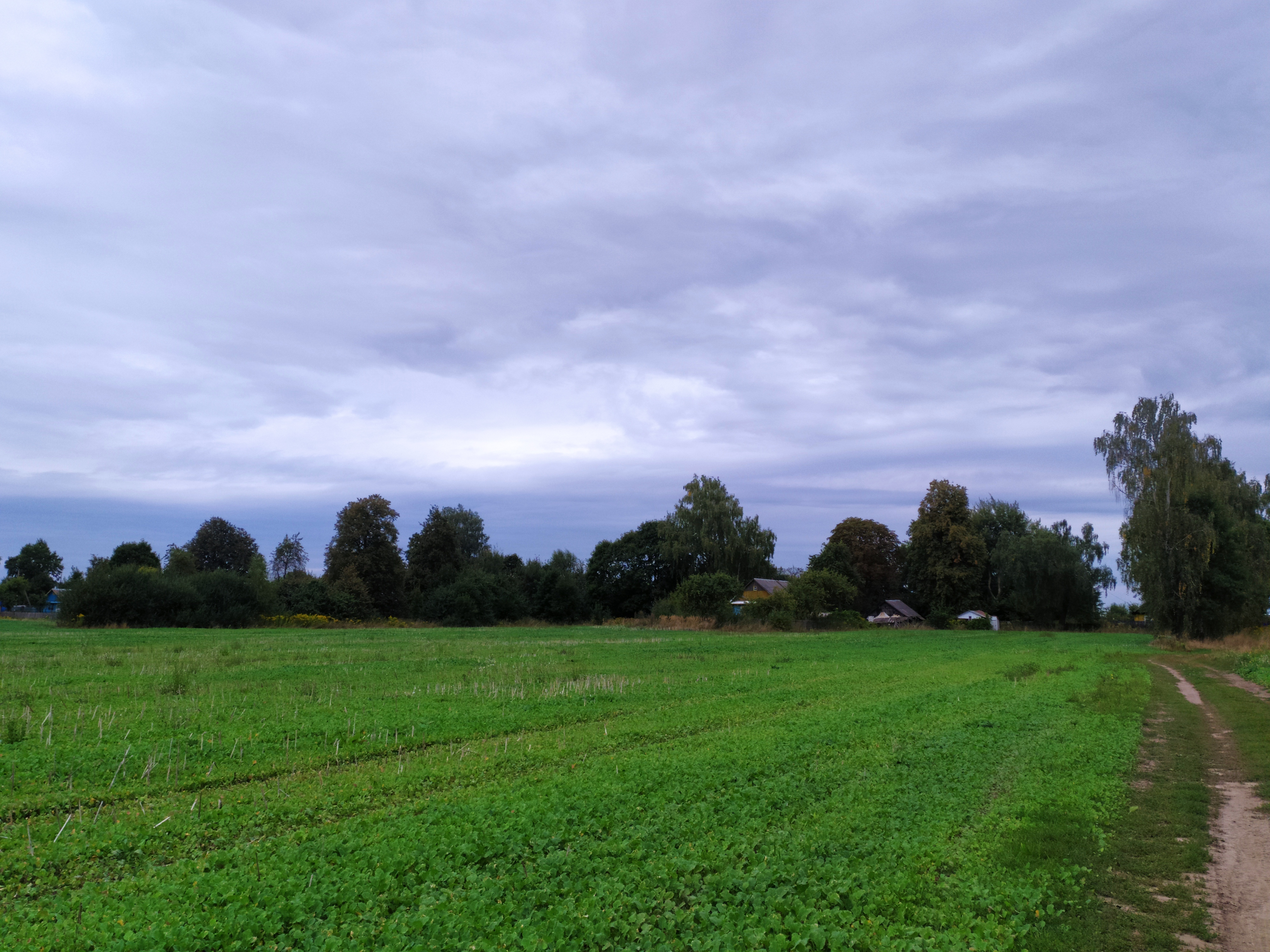
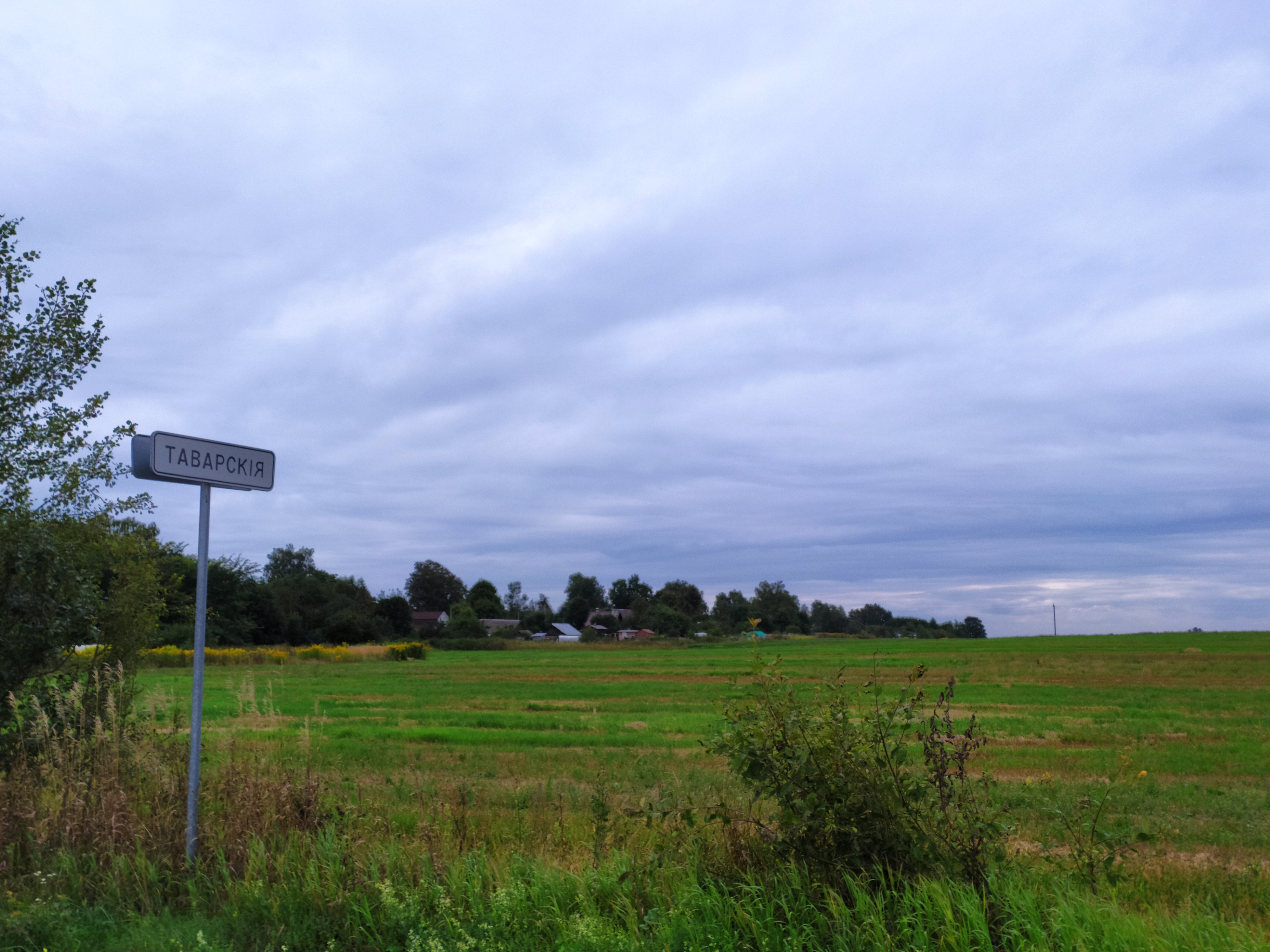
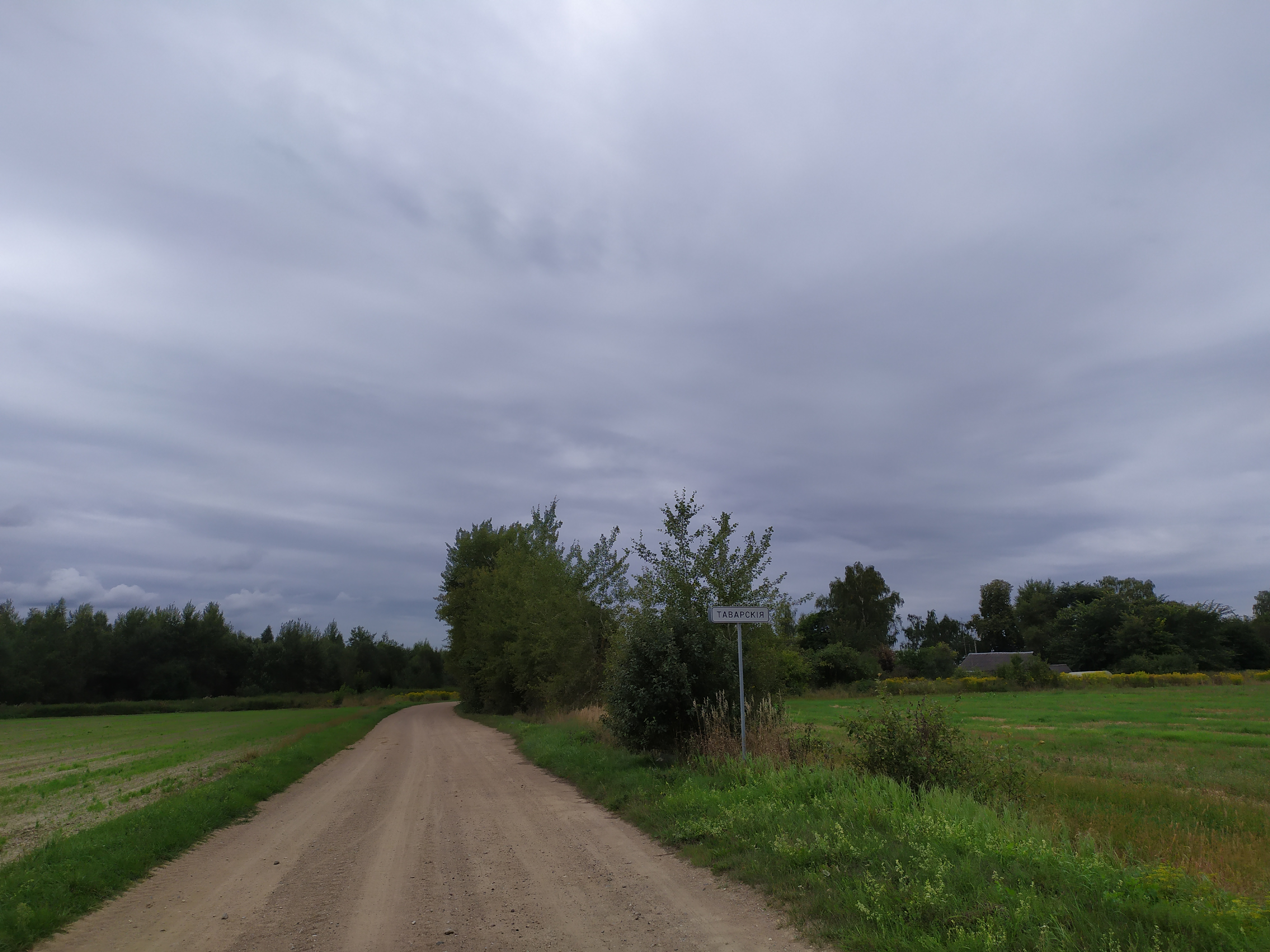
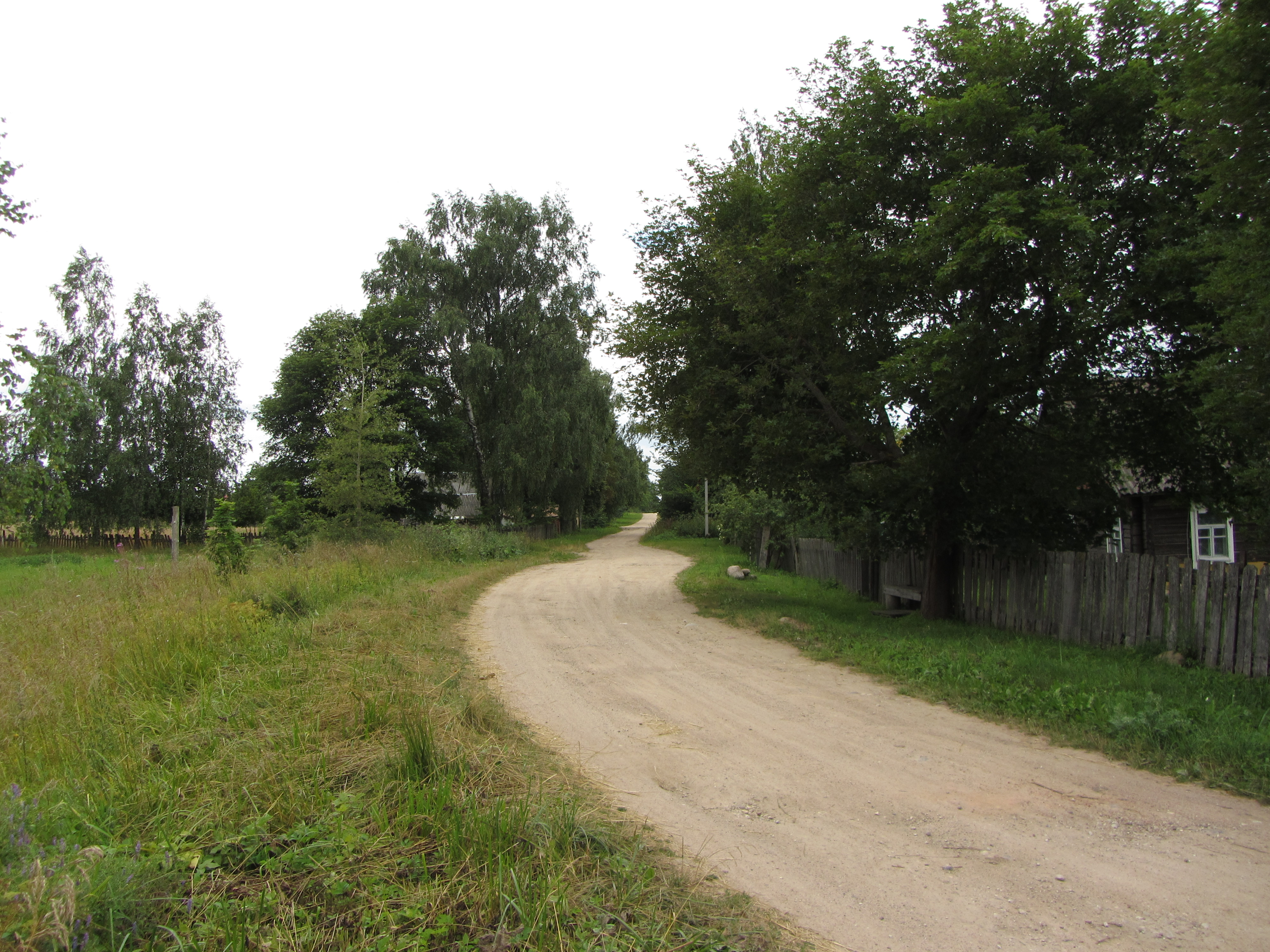
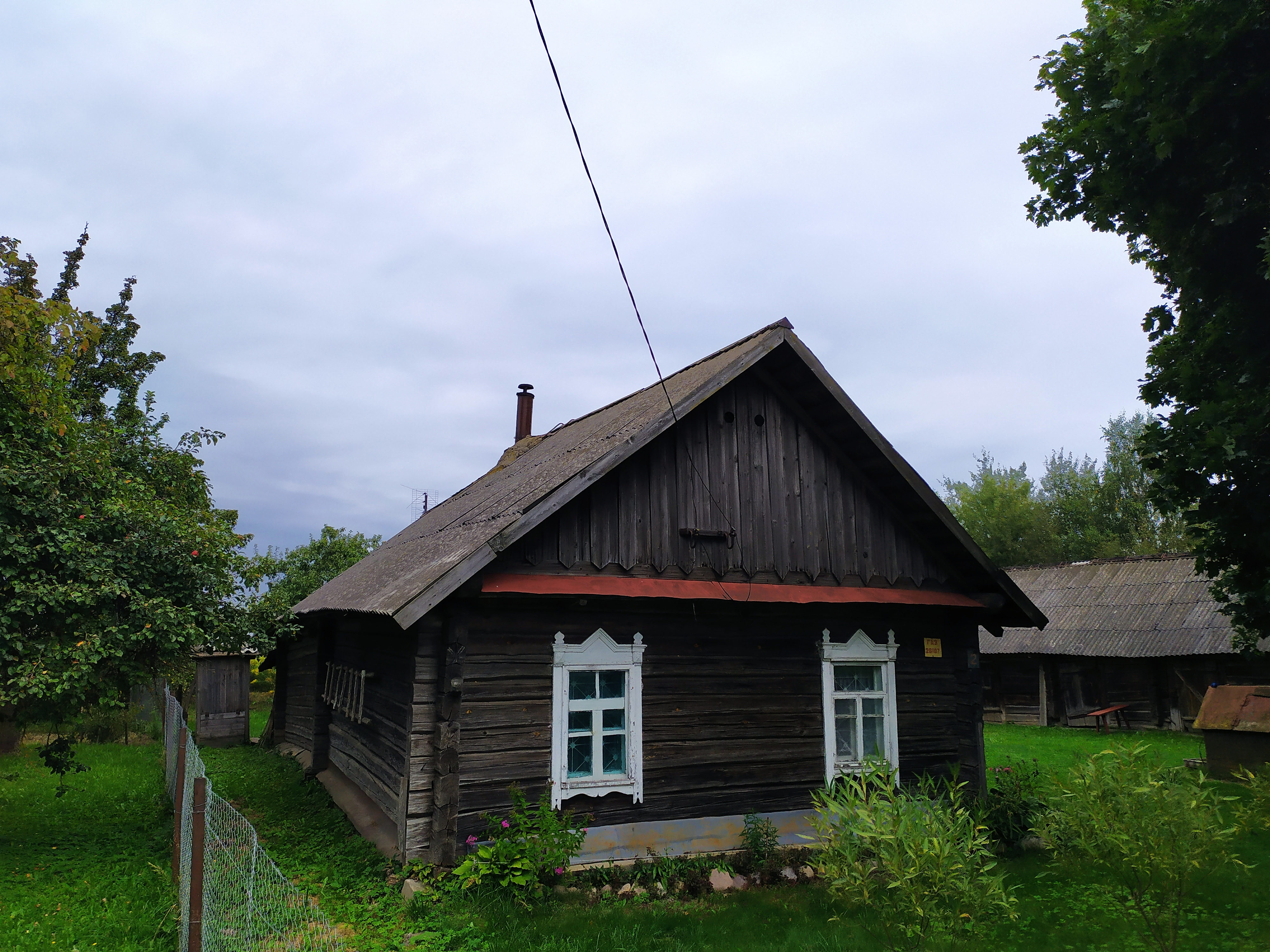
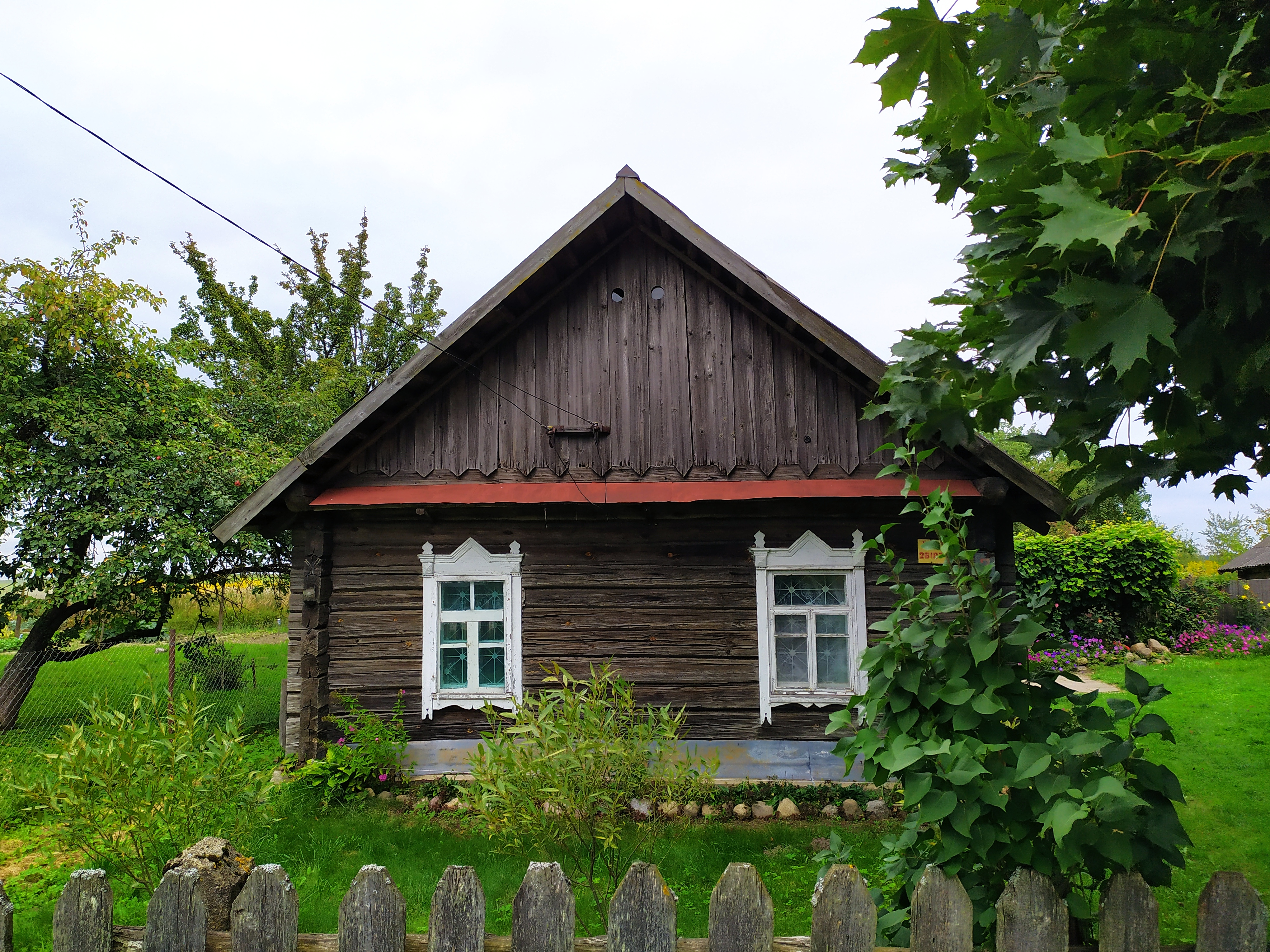

## Литература

Панорама деревни